# 영국 왕실의 재정

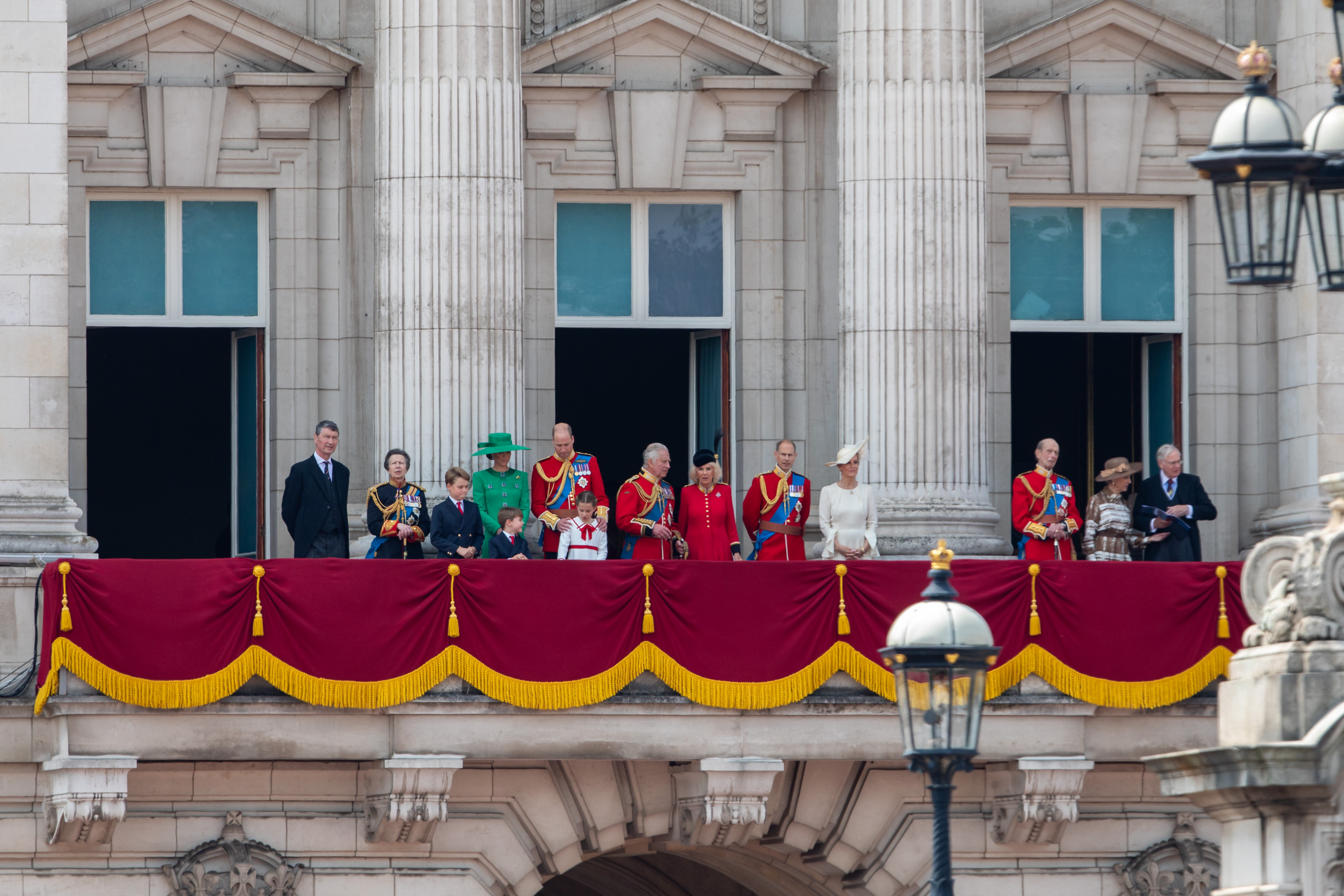
2023년 연례 군기 분열식 행사 후 버킹엄 궁전 발코니에 있는 영국 왕실 가족

영국 왕실의 재정은 여러 가지 출처에서 나온다. 영국 정부는 국왕과 그의 가족 중 일부인 왕실 교부금을 재정적으로 지원하는데, 이는 국왕의 공식 지출 비용을 충당하기 위한 것이다 . 여기에는 다양한 왕실 거주지 유지, 직원 배치, 여행 및 국빈 방문, 공공 업무 및 공식 접대 비용이 포함된다. 다른 수입원에는 랭커스터 공작령과 콘월 공작령으로부터의 수입, 다른 신탁의 자산으로부터의 수입, 개인 투자로부터의 수입, 그리고 의회 연금 등이 있다.
영국 황실 출납 장관은 내탕금과 재무부의 책임자이며 국왕의 재정 문제 관리에 대한 전반적인 책임을 진다.

## 왕실 교부금
왕실 교부금은 매년 재무부가 국왕의 공무에 자금을 지원하기 위해 국왕에 대해 지급하며 연간 왕실 비용과 보조금의 혼합으로 왕실에 자금을 지원하는 시스템을 대체한다. 이제 왕실을 위한 자금의 수준은 정부의 왕실 소유지 수입과 연결되어 있다.
왕실 교부금 연간 보고서에 따르면 왕실 교부금은 2012-13년에 3,100만 파운드, 2013-14년에 3,610만 파운드, 2014-15년에 3,790만 파운드였다. 왕실 교부금의 금액은 2년 전에 시작된 회계 연도에 대한 왕실 소유지의 소득계정 순잉여금의 15%에 해당한다 영국 헌법 제6조 제1항 제4항 및 제6조 제4항은 왕실 소유지 수익의 증가로 인해 필요한 것 이상으로 왕실 교부금의 금액이 증가하는 것을 방지하는 장치를 제공한다. 심계서는 왕실 교부금에 따라 왕실을 감사할 수 있다.
2016년 11월 18일, 버킹엄 궁전을 보수하고 보수하기 위해 왕실 교부금을 15%에서 25%로 늘리는 계획이 발표되었다. 이 비율은 프로젝트가 2027년에 완료되면 15%로 되돌아갈 수 있도록 설정되었다. 그 결과, 2017-18년 왕실 교부금은 7,610만 파운드에 달했으며, 이는 버킹엄 궁전을 보수하기 위한 "헌납된 금액"을 처음으로 포함했다. 2019년 3월 현재, 왕실 교부금의 예비금은 4440만 파운드에 달하며, 그 중 3680만 파운드는 "버킹엄 궁전의 향후 예약에 대한 약속을 이행하기 위해" 적립된다 .

### 연간 왕실 비용
1760년까지 국왕은 왕실 소유지(왕실 재산 포트폴리오)의 이익을 포함한 세습 수입에서 모든 공식 비용을 지출했다. 조지 3세는 연간 왕실 비용이라고 불리는 지불의 대가로 왕실의 세습 수입을 포기하는 것에 동의했다. 이 협정에 따라 왕실 소유지는 국왕의 재산으로 남았지만 왕실의 세습 수입은 하원에서 처리되었다. 연간 왕실 비용은 공적 자금으로 지급됐으며, 영국의 국가 원수로서 국왕의 의무를 지지하기 위한 것이었다. 이 협정은 1760년부터 2012년까지 지속됐다. 현대에 와서는 정부의 왕실 소유지의 수익은 항상 연간 왕실 비용을 훨씬 초과했다. 연간 왕실 비용에 따라, 왕실은 왕실 재정에 대한 투명성 부족에 대한 비판에 직면했다. 심계서는 왕실을 감사할 권한이 없었다.
여왕은 2001년과 2012년 사이에 연간 왕실 비용에서 매년 790만 파운드를 받았다. 재무부에서 나오는 왕실 가족의 총수입은 항상 연간 왕실 비용보다 상당히 컸는데, 이는 재무부에서 나오는 보조금과 콘월 공작령과 랭커스터 공작령의 수입과 같은 추가수입을 포함했기 때문이다. 2011-12 회계연도와 2012-13 회계연도의 총 왕실 가구 소득은 연간 3천만 파운드였으며 다음 해에는 14% 감소했다. 그러나 재무부는 2012년 다이아몬드 주빌리 기념행사를 위해 100만 파운드를 추가로 제공했다.
왕실 지출은 추가되거나 인출될 수 있는 예비비를 사용하기 때문에 소득과는 다르다. 2008-09년에 회계 연도에 국가원수의 연간 지출은 4,150만 파운드라고 보고하였다. 이 수치는 경찰과 육군이 제공한 보안 비용과 일부 다른 비용을 포함하지 않았다. 선거 운동 단체인 Republic은 두 공작령에서 발생한 수입 손실, 보안, 지방 의회와 경찰이 부담하는 비용, 세금 수입 손실을 포함하여 영국 군주제의 연간 총 비용이 적어도 연간 3억 4,500만 파운드가 될 것이라고 주장한다.

## 왕실 신탁 자산
많은 소유물들이 군주에 의해 신탁 되어 있다. 이 소유물들은 상속세가 면제된다.
- 왕실 소유지는 영국에서 가장 큰 부동산 포트폴리오 중 하나로 2007-08년 회계연도에 재무부를 위해 2억 1,100만 파운드를 생산하고 2011년에는 73억 파운드의 자산을 보유하고 있다.[13][18] 왕실 소유지는 군주의 개인 재산이 아니다. 그것은 주권자에 의해 개인적인 자격으로 판매될 수 없으며[19]  재산으로부터 발생하는 어떠한 수익이나 부채도 없다. 대신, 왕실 소유지는 국가의 법적 형태를 대표하는 단독 법인인 왕실의 권리에 있는 군주가 소유하고 있다. 이는 매년 보고서를 작성하는 의회법에 따라 신탁 되고 관리된다.[18] 왕실 소유지의 수익은 2010년과 2020년 사이에 실질적으로는 두 배가 될 것으로 예상되었으며, 2004년 에너지법에 의해 왕실 소유지에 부여된 권리인 영국의 재생 에너지 존 내의 해상 풍력 발전에서 파생된 추가적인 임대 수익으로 인해 발생할 것이다.
- 랭커스터 공작령과 콘월 공작령은 각각 영국 국왕(현재 찰스 3세)과[20] 군주의 장남(왕위 계승자일 경우)의 소득을 창출하기 위해 토지 및 기타 자산을 보유한 왕실 기관이다. 랭커스터 공작령의 수익은 매년 주권자에게 수여되며, 추밀원의 일부를 구성하며, 군주의 공식 및 개인 비용 모두에 수입을 제공한다.[21] 콘월 공작은 자선 사업과 공식 활동에 대한 수입을 받는다. 이러한 재정적 준비는 또한 그의 직계 가족의 일부 구성원의 공식적인 지출을 포함한다.
- 버킹엄 궁전, 홀리루드 궁전, 윈저 성과 같은 점령 중인 왕실 관저들은 웨스트민스터 궁전과 마찬가지로 주권자에 의해 신탁된다.[22]  영국 왕실은 거주지를 유지하기 위해 왕실 교부금을 사용할 것으로 예상된다. 2009년 5월, 여왕은 버킹엄 궁전의 수리를 위해 정부에 연간 4백만 파운드의 추가 비용을 요청했다.[23] 2010년 영국 왕실은 문화미디어체육부에 추가 교부금을 요청했지만 "이 계획이 "저소득 가정에 혜택을 주는 난방 프로그램을 위한 학교, 병원, 의회 및 주택 협회를 목표로 한다"는 이유로 거절당했다.[24] 공공 회계 위원회의 보고서에 따르면 2012-13년까지 왕실 소유지의 3분의 1 이상이 황폐해졌다. 복구 비용은 5천만 파운드로 추정되었지만, 예비 기금은 100만 파운드로 사상 최저였다.[25] 국왕은 또한 약 1,200명의 왕실 직원 중 431명의 임금을 지불하는데 천 8백 20파운드에 달하는 왕실 교부금을 사용할 책임이 있다. 2014-15년에는 200만 명이 해당했다.[26][27] 2013년, 가디언지는 버킹엄 궁전이 여름 직원들을 위해 0시간 계약을 사용하고 있다고 보도했다.[28] 2015년에는 최소 4명의 고위 관리들이 비용 절감을 위해 해고되었다고 보고되었다.[29]
- 로열 콜렉션은 영국 왕실의 미술 컬렉션이다. 7,000여 점의 회화, 40,000여 점의 수채화와 드로잉, 약 150,000여 점의 명화, 역사적 사진, 가구, 도자기, 책, 금은판, 무기, 갑옷, 보석, 기타 예술품을 소장하고 있다. 이 컬렉션에는 런던탑에 있는 왕관 보석(왕관, 보주, 홀 포함)이 포함되어 있.[30] 영국 전역의 13개의 왕실 거주지와 이전 거주지 사이에 물리적으로 분산되어 있다. 소장품은 주권자의 것이기는 하지만, 개인으로서 샤를 3세의 개인 재산은 아니다. 대신에 그 수집품은 왕에 의해 그의 후계자들과 국가를 위해 보관된다.[31] 재무부는 이러한 자산이 "주권자에게 귀속되며 양도할 수 없다"고 말한다.[32] 소득은 공공 입학금 및 기타 출처로부터의 수집에 의해 창출된다. 이 수입은 컬렉션의 관리 자선 단체인 로열 컬렉션 신탁에서 받지만 국왕은 받지 않는다.[33]
- 왕실 기록 보관소는 영국 왕정에 대한 일기, 편지, 가정 신문, 행정 기록을 포함한 수집품으로 구성되어 있다.

## 왕실 사유지
故 엘리자베스 2세 여왕은 개인 투자 포트폴리오에서 사적 수입을 얻었지만 그녀의 개인 재산과 수입은 알려지지 않았다.
2002년, 그녀는 7천만 파운드(오늘날 약 1억 2천 1백만 파운드)의 가치가 있다고 생각되는 어머니의 재산을 상속받았다.  샌드링엄 하우스와 발모랄 성은 국왕의 개인 소유이다

### 개인 자산 추정치
故 엘리자베스 2세 여왕의 개인 비서였던 조크 콜빌은 1971년 그녀의 재산을 200만 파운드(현재 약 3천만 파운드에 해당)로 추산했다. 
1993년 버킹엄 궁전의 공식 성명은 1억 파운드의 추정치를 "매우 과장됐다."라고 했다.
포브스지는 2011년 여왕의 순자산을 약 5억 달러(약 3억 2천 5백만 파운드)로 추산한 반면 블룸버그 억만장자 지수의 분석에 따르면 2015년에는 4억 2천 5백만 달러(약 2억 7천 5백만 파운드)로 추산했다.
2012년 선데이 타임즈는 여왕의 재산을 3억 1천만 파운드로 추산했고, 그 해 여왕은 가장 부유한 여왕으로 기네스 세계 기록을 받았다.
선데이 타임즈 부자 리스트 2015는 그녀의 재산을 3억 4천만 파운드로 추산하여 영국에서 302번째로 부유한 사람으로 만들었다. 이 해는 그녀가 선데이 타임즈 부자 리스트의 상위 300위 안에 들지 못한 첫 해였다. 그녀는 1989년에 시작되었을 때 52억 파운드의 재산으로 1위를 차지했는데, 여기에는 그녀의 개인 자산은 포함되지 않은 국가 자산(오늘날의 가치로는 약 138억 파운드)이 포함되어 있었다. 

## 의회 연금
에든버러 공작은 재무부 로부터 연간 35만 9천 파운드의 의회 연금을 받았다. 과거에 영국 왕실의 일부 다른 구성원들도 의회 연금의 형태로 자금을 지원받았다. 1952년 왕실 비용법은 마거릿 공주에 대한 수당과 여왕의 어린 자녀에 대한 수당을 규정했다. 1972년 왕실 비용법은 연금명부에 왕실가족을 추가했다. 2002년까지 총 8명의 의회 연금 수령자가 있었으며, 모두 연간 총 150만 파운드를 받았다. 1993년과 2012년 사이에 여왕은 자발적으로 이 연금의 비용을 재무부에 환불했다. 2011년 왕실 교부금법은 에든버러 공작이 받은 것 이외의 모든 것을 폐지했다. 이후 왕실 구성원 중 공주와 요크 공작, 웨식스 백작과 백작부인의 생활비는 주로 랭커스터 공작령의 여왕 수입을 통해 충당되었다

## 조세
특정 의회법이 적용되지 않기 때문에 국왕은 법적 면세 지위를 가지고 있다. 랭커스터 공국과 같은 왕권 기구는 소득세, 양도소득세, 상속세에 관한 법률의 적용을 받지 않는다. 게다가, 국왕은 그러한 세금을 납부할 법적 책임이 없다. 콘월 공국은 웨일스 왕자가 공국 수입에 대한 소득세나 법인세를 법적으로 납부할 의무가 없다는 것을 의미하는 면제를 주장하고 있지만, 이는 논란의 여지가 있다. 비록  왕자는 자발적으로 소득세를 지불하지만 그의 세금 책임을 제한할 비용 청구에 대한 의문이 제기되었다.
1993년 2월 5일 "왕실 과세에 관한 양해각서" 가 발간되었고 1996년, 2009년, 2013년에 개정되었다. 다음 군주가 비망록에 정리된 내용을 따르도록 되어 있다. 이 비망록은 여왕과 웨일스 왕자가 세금 면제를 보상하기 위해 세금 대신 HM 세입 및 세관에 자발적으로 지불하는 협정을 설명한다. 지급 내역은 비공개이다.
여왕은 자신의 개인 소득과 내탕금(랭커스터 공국 포함)으로부터의 소득에 대한 소득세에 해당하는 금액을 자발적으로 납부하는데, 이는 공식적인 목적으로 사용되지 않는다. 왕실 교부금은 면제된다. 1993년 4월 5일 이후에 이루어진 개인 자산의 처분으로 인한 이익에 대해 양도소득세에 해당하는 금액을 자발적으로 납부한다. 왕실의 자산 중 많은 부분이 이 날짜보다 일찍 취득되었지만 지불은 그 이후에 이루어진 이익에 대해서만 이루어진다. 또한 상속세 대신 여왕의 일부 개인 자산에 대해 자발적으로 납부하는 약정이 존재한다. 이전 군주의 배우자로부터 현재의 군주로 넘어가는 재산과 마찬가지로 군주에서 군주로 넘어가는 재산은 면제된다.
찰스 3세는 웨일스 공국 시절 콘월 공국으로부터 받은 수입의 일부를 소득세로 납부했는데, 이는 공식적인 지출에 필요한 금액을 초과하는 액수였다. 969년부터 그는 이익의 50%를 자발적으로 세금으로 지불하였으나 1981년 그가 다이애나 스펜서와 결혼하면서 25%로 줄어들었다. 이러한 준비는 1993년에 비망록으로 대체되었다. 콘월 공국 이외의 출처에서 얻은 웨일즈 공국의 소득은 일반적인 방식으로 세금이 부과된다.

## 로비 활동 및 법적 면제
1973년 11월, 여왕의 개인 변호사는 영국 정부에 그녀의 사적인 재산을 대중에게 숨기기 위해 제안된 법안을 변경하도록 성공적으로 로비를 했다. 이후 정부는 '국가원수' 가 사용하는 기업에 대해 새로운 투명성 조치에서 면제할 수 있는 권한을 부여하는 조항을 법에 삽입했다. 이것은 2011년까지 여왕의 개인 지분과 투자를 숨겼다.
다른 경우에는 국왕의 고문들이 그녀의 사유지에 영향을 미칠 수 있는 도로 안전과 토지 정책과 관련된 제안된 법에서 제외를 요청했고, 유적지에 대한 정부 정책이 수정될 것을 요구했다.
여왕은 향후 전쟁에서 고고학적 유적, 예술 작품, 중요 도서 등 문화유산의 파괴를 막으려는 법률인 2017년 문화재(무장충돌)법에서 면제됐다. 이것은 경찰이 도난을 당하거나 약탈당한 유물을 찾기 위해 여왕의 사유지를 수색하는 것이 금지되었다는 것을 의미한다.
여왕의 변호사들은 또한 그녀의 사유지를 탄소 배출을 줄이기 위한 계획에서 면제하기 위해 스코틀랜드 장관들에게 법안 초안을 바꾸도록 로비를 했다. 결과적으로, 여왕은 재생 에너지를 사용하여 건물을 난방하기 위한 파이프라인 건설을 촉진할 필요가 없는 스코틀랜드에서 유일한 사람이다.
가디언지는 스코틀랜드 법안이 여왕에 의해 검토된 67개의 사례를 확인했다. 여기에는 계획법, 재산세, 세입자로부터의 보호를 다루는 입법과 임무관이 여왕의 허가 없이 왕관에 들어가는 것을 막는 2018년 법안이 포함되어 있다.
여왕의 대변인은 "여왕의 동의는 순전히 형식적인 군주의 역할을 하는 의회 과정이다. 정부의 요청이 있을 경우 군주는 항상 동의할 것이다." 라고 말했다.